# Hartmut Schwesinger
Hartmut Schwesinger (* 3. August 1949 in Hamburg) ist ein deutscher Manager und Geschäftsführer der Standortmarketinggesellschaft FrankfurtRheinMain GmbH International Marketing of the Region.

## Leben
Schwesinger studierte Chemie auf Diplom an der Universität Hamburg. Dem Diplom folgte 1979 die Dissertation im selben Fachbereich in Kooperation mit dem Institut für Holzchemie der Bundesforschungsanstalt für Forst- und Marktwirtschaft (seit 2008 Johann Heinrich von Thünen-Institut, Bundesforschungsinstitut für Ländliche Räume, Wald und Fischerei).
Von 1980 bis 1993 war er bei der Deutschen Shell AG angestellt. Seine Karriere begann als Betriebsassistent in der Hamburger Raffinerie. Von 1983 bis 1985 war er Technologe in Den Haag, bevor er in den Marketing- und Vertriebsbereich der Deutschen Shell AG wechselte. 1991 wurde er Geschäftsführer der Helios Energieanlagen GmbH, einer Tochtergesellschaft für Fernwärme und Energieanlagen.
Schwesinger saß von 1991 bis 1993 für die CDU in der Hamburger Bürgerschaft. Dort war er für seine Fraktion unter anderem im Ausschuss für Hafen, Wirtschaft und Landwirtschaft sowie im Haushaltsausschuss.
1994 wechselte er von Hamburg nach Frankfurt und wurde Geschäftsführer der Wirtschaftsförderung Frankfurt GmbH. Von August 2005 bis Februar 2013 war er Geschäftsführer der FrankfurtRheinMain GmbH International Marketing of the Region.